# Amazzoni dell'avanguardia russa
Amazzoni dell'avanguardia russa vengono definite le pittrici che nella Russia degli inizi del 900 parteciparono alla nascita dell'avanguardia, spesso con un ruolo di primo piano.
L'appellativo venne coniato sulla scorta di un saggio di memorie del poeta futurista russo Benedikt Livšic (L'arciere da un occhio e mezzo, 1933) che aveva definito "amazzoni, cavallerizze scite" tre pittrici che avevano giocato un ruolo di primo piano nelle ricerche della nascente avanguardia russa per una nuova arte non-figurativa: Ol’ga Rozanova (moglie del poeta futurista A. Kručenych), Natal'ja Sergeevna Gončarova (moglie di Mihail Larionov) e Aleksandra Ėkster.
Di esse Livšic scriveva:
(Livšic, L’arciere da un occhio e mezzo, 1933, Cap. 4, III)

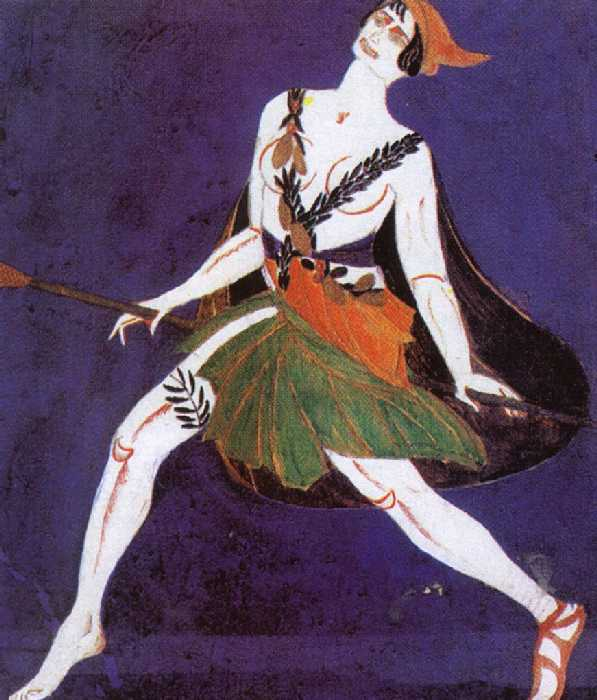
A. Ėkster, Menada (Bozzetto di costume per il dramma Famira Kifared di I.F. Annenskij), 1916

Da commentatori successivi vennero, comunque, indicate come Amazzoni dell'avanguardia russa anche altre pittrici partecipanti al movimento d'avanguardia, quali Ljubov’ Popova, Varvara Stepanova (moglie di A. Rodčenko), Nadežda Udal’cova.